# Liga Norte Senior 2018
La Liga Norte 2018 è la 7ª edizione del campionato di football americano, organizzato dalla FEFAPA.

## Squadre partecipanti
| Club                | Città     | Stadio | Sponsor ufficiale | Risultato nella stagione 2017 |
| ------------------- | --------- | ------ | ----------------- | ----------------------------- |
| Cantabria Bisons    | Santander |        | Uneatlántico      |                               |
| Oviedo Madbulls     | Oviedo    |        |                   |                               |
| Valhalla Towers     | La Coruña |        |                   |                               |
| Zaragoza Hurricanes | Saragozza |        |                   |                               |

## Stagione regolare

### Calendario

#### 1ª giornata
| Saragozza 14 gennaio 2018, ore 13:00 | Zaragoza Hurricanes | 21 – 6 (14-0 7-0 0-0 0-6) referto | Cantabria Bisons | Parque Deportivo Ebro |

#### 2ª giornata
| Saragozza 20 gennaio 2018, ore 17:30 | Zaragoza Hurricanes | 42 – 0 referto | Oviedo Madbulls | Parque Deportivo Ebro |

#### 3ª giornata
| Oviedo 27 gennaio 2018, ore 15:00 | Oviedo Madbulls | 0 – 39 referto | Zaragoza Hurricanes | Instalaciones Deportivas San Lazaro |

| Santander 28 gennaio 2018, ore 12:00 | Cantabria Bisons | 26 – 35 referto | Valhalla Towers | IMD Ruth Beitia |

#### 4ª giornata
| Cambre 18 febbraio 2018, ore 11:00 | Valhalla Towers | 21 – 20 (d.t.s.) (0-0 6-7 0-13 14-0 6-0) referto | Cantabria Bisons | Campo de Futbol Dani Mallo |

#### 5ª giornata
| Cambre 25 febbraio 2018, ore 11:00 | Valhalla Towers | 58 – 7 referto | Oviedo Madbulls | Campo de Futbol Dani Mallo |

| Santander 25 febbraio 2018, ore 16:00 | Cantabria Bisons | 0 – 2 (a tavolino) referto | Zaragoza Hurricanes | IMD Ruth Beitia |

#### 6ª giornata
| Saragozza 11 marzo 2018, ore 12:00 | Zaragoza Hurricanes | 21 – 12 referto | Valhalla Towers | Parque Deportivo Ebro |

| Santander 11 marzo 2018, ore 12:00 | Cantabria Bisons | 59 – 0 referto | Oviedo Madbulls | IMD Ruth Beitia |

#### 7ª giornata
| Oviedo 17 marzo 2018, ore 12:00 | Oviedo Madbulls | 6 – 32 referto | Valhalla Towers | Instalaciones Deportivas San Lazaro |

#### Recuperi 1
| Cambre 25 marzo 2018, ore 11:00 | Valhalla Towers | 12 – 14 referto | Zaragoza Hurricanes | Campo de Futbol Dani Mallo |

| Oviedo 25 marzo 2018, ore 12:00 | Oviedo Madbulls | 0 – 2 (a tavolino) referto | Cantabria Bisons | Instalaciones Deportivas San Lazaro |

### Classifica
La classifica della regular season è la seguente:
- PCT = percentuale di vittorie, G = partite giocate, V = partite vinte,  P = partite perse, PF = punti fatti, PS = punti subiti

| Pos. | Squadra             | PCT   | G | V | N | P | PF  | PS  |
| ---- | ------------------- | ----- | - | - | - | - | --- | --- |
| 1    | Zaragoza Hurricanes | 1.000 | 6 | 6 | 0 | 0 | 139 | 30  |
| 2    | Valhalla Towers     | .667  | 6 | 4 | 0 | 2 | 170 | 94  |
| 3    | Cantabria Bisons    | .333  | 6 | 2 | 0 | 4 | 113 | 79  |
| 4    | Oviedo Madbulls     | .000  | 6 | 0 | 0 | 6 | 13  | 232 |

## Verdetti
- Zaragoza Hurricanes Campioni della LNS